# Syngamoneura rubronotana
Syngamoneura rubronotana är en fjärilsart som beskrevs av Paul Mabille 1900. Syngamoneura rubronotana ingår i släktet Syngamoneura och familjen vecklare. Inga underarter finns listade i Catalogue of Life.